# Serieel (protocol)
Een serieel protocol voor gegevensoverdracht stuurt alle bits informatie een voor een door, in tegenstelling tot een parallel protocol. Het voordeel is een goedkopere kabel, omdat er minder signalen tegelijkertijd worden verstuurd. Tot de opkomst van USB waren veel computers uitgerust met een of meer seriële poorten, waarmee randapparatuur als muizen, toetsenborden en modems kon worden aangesloten.

## Hernieuwde technologie en toepassingen
Inmiddels wordt seriële communicatie reeds lang in tal van niet weg te denken datacommunicatie toegepast, bijvoorbeeld:
- ADSL & andere internet provider vormen
- ATM
- Ethernet t/m 10Gbit/s
- Frame relay
- glasvezelverbindingen en protocollen die daarop gedefinieerd zijn (POS, SDH, e.d.)
- PCI-Express in computers
- SATA harde schijven in computers

Dit komt doordat de netto doorvoersnelheid van seriële communicatie aanzienlijk hoger ligt dan bij parallelle communicatie, doordat gebruikgemaakt kan worden van een significant hogere kloksnelheid. Daarnaast is seriële technologie beduidend eenvoudiger, goedkoper en betrouwbaarder zodat voornamelijk hier de technologie ver is doorontwikkeld (en nog steeds in ontwikkeling is). Ter illustratie: In combinatie met andere technieken als WDWM zijn snelheden van 800 Gbit/s over honderden kilometers haalbaar en realiteit.